# Brachypalpus
Brachypalpus là một chi ruồi trong họ Syrphidae.